# Metacheiromys
Metacheiromys — вимерлий рід палеанодонтових ссавців з парафілетичної підродини Metacheiromyinae в межах парафілетичної родини Metacheiromyidae, що жила в Північній Америці (теперішній Вайомінг) протягом раннього та середнього еоцену.
Метахейроміс був невеликою істотою, його довжина становила приблизно 45 сантиметрів. У нього були довгі кігті та вузька голова, схожа за формою на броненосця чи мурахоїда (хоча насправді Metacheiromys споріднений з сучасними ящерами). Форма його кігтів говорить про те, що він, ймовірно, копав ґрунт у пошуках їжі, швидше за все, дрібних безхребетних. На відміну від сучасних мурахоїдів або ящерів, у нього були потужні ікла, але лише трохи щічних зубів, замість цього використовувались рогові подушечки в роті, щоб подрібнити їжу.